# Comano, Massa-Carrara
Comano là một đô thị và thị xã của Ý. Đô thị này thuộc tỉnh Massa-Carrara trong vùng Toscana. Comano có diện tích 54 km2, dân số theo ước tính năm 2005 của Viện thống kê quốc gia Ý là người. 
Các đơn vị dân cư:
Đô thị Comano, Massa-Carrara giáp với các đô thị: